# Schleswig-Holstein-Tag
Der Schleswig-Holstein-Tag war das Landesfest des deutschen Bundeslandes Schleswig-Holstein und fand von 1978 bis 2012 im zweijährlichen Rhythmus statt. Er wurde von der Landesregierung auf Anregung des Schleswig-Holsteinischen Heimatbundes ins Leben gerufen. Vor allem ehrenamtliche Vereine und Verbände konnten sich hier präsentieren.
Zwischen 1978 und 1990 fanden jeweils mehrere Veranstaltungen in verschiedenen Städten im ganzen Land statt, beispielsweise in Flensburg-Mürwik, wo es mit dem Solitiüdefest verknüpft wurde. Seit 1992 wurden die Schleswig-Holstein-Tage zentral in einer Stadt durchgeführt; die durchschnittliche Besucherzahl der Veranstaltung lag bei über 300.000 Besuchern pro Veranstaltung.
2013 wurde bekanntgegeben, dass zunächst keine weiteren Landesfeste mehr geplant seien. Dies wurde von der SPD finanziell begründet. Wiederholt wird über eine Wiederbelebung nachgedacht.
Ein Fest, das noch weiterhin vom Schleswig-Holstein-Tag und seinen Feierlichkeiten beeinflusst ist, ist das Solitüdefest in Flensburg-Mürwik.
Die Veranstaltungsorte waren:
- 1992: Heide (Holstein)
- 1994: Schleswig
- 1996: Rendsburg
- 1998: Elmshorn
- 2000: Kiel
- 2002: Bad Segeberg
- 2004: Flensburg (am Flensburger Hafen)
- 2006: Eckernförde
- 2008: Neumünster
- 2010: Rendsburg
- 2012: Norderstedt